# Chiesa di Santo Stefano in Arce
La chiesa di Santo Stefano in Arce o chiesa di Santo Stefano in Castello era una chiesa di Brescia, posta sulla sommità del colle Cidneo, nell'attuale piazzale della Mirabella o del mastio del castello di Brescia. Di antichissima fondazione, probabilmente del V secolo, rappresenta una delle prime chiese paleocristiane costruite in città dopo la caduta dell'Impero romano. La sua distruzione avvenne nel corso dei secoli, ma ad oggi non si è ancora in grado di dare né una data né una causa certe all'evento. Le fondamenta della chiesa sono state rinvenute alla fine dell'Ottocento, studiate alcuni anni e quindi ricoperte. I vari setti murari rimasti si trovano ancora sotto il prato del piazzale della Mirabella e attendono un'indagine archeologica più approfondita e moderna che faccia luce sulla storia di questo edificio, in verità ancora molto oscura.

## Storia
Della storia della chiesa si sa molto poco: è stata fondata probabilmente nel V secolo, poiché le fondazioni più antiche trovate sono della stessa fattura di quelle coeve delle antiche strutture adiacenti, fra cui il mastio. Sorge probabilmente sui resti di un edificio romano, forse proprio sul tempio che, anticamente, svettava sulla sommità del Cidneo, come dimostrerebbero avanzi di colonne e architetture romane rinvenute nella zona nel corso dell'Ottocento. La chiesa paleocristiana, dedicata a santo Stefano, prende la denominazione in Arce, come era consuetudine, per differenziarla da altri edifici religiosi che si trovavano invece più in basso, in città, comunque al di fuori delle fortificazioni del colle, i quali venivano al contrario chiamati in castro o in castrum. Si hanno alcuni riferimenti alla chiesa in alcuni documenti dell'XI secolo che parlano di eventi accaduti nell'VIII, ad esempio nel "Ramperti Brixiae Episcopi Sermo de translatione Beati Philastrii, ovvero "sermone del vescovo bresciano Ramperto sulla traslazione (delle reliquie) di san Filastrio", dove si dice che il vescovo Ansoaldo era stato sepolto davanti alla chiesa in questione. Ciò, però, potrebbe non essere vero, poiché una postilla aggiunta al suo Indice dei Vescovi riferita a Ansoaldo dice che questi fu sepolto davanti alla chiesa di San Pietro in Oliveto. Potrebbe anche essersi verificata, in realtà, una confusione fra i due edifici religiosi, non molto distanti l'uno dall'altro. La cosa non è comunque pertinente all'argomento qui trattato: resta il fatto che il vescovo Ramperto, vissuto nel IX secolo, nomina la chiesa con la sua esatta denominazione.
La chiesa è poi nominata, non direttamente, in altri documenti un poco successivi, uno risalente al 1038 e uno del 1144 e, secondo il Liber Poteris, cioè gli atti delle prime riunioni del neonato Comune di Brescia, alla metà del Duecento la chiesa faceva parte delle proprietà fondiarie comunali. Anche nel 1302 viene nominata come Ecclesia Sci. Stephani de Castello. Nel 1580 san Carlo Borromeo, in visita alla città, si reca anche in Santo Stefano e ne denuncia lo stato miserando, imponendo la traslazione dei corpi dei quattro vescovi bresciani lì sepolti (san Dominatore, san Paolo, sant'Anastasio e san Domenico) nel duomo vecchio, operazione che sarà effettuata nel 1582. La chiesa che san Carlo Borromeo visita e della quale parla non è santo Stefano in Arce, ma quella oggi nota come chiesa di Santo Stefano Nuovo, subito a sinistra del monumentale ingresso veneziano al castello, anch'essa ormai sconsacrata e utilizzata come magazzino.
Nei vari documenti, inoltre, si genera spesso una forte confusione fra le altre, numerosissime chiese della zona, cioè quelle di San Martino (non si sa dove fosse), San Nicolò, San Faustino in Castro (oggi chiesa di Santa Maria delle Consolazioni), San Remigio del Teatro (vicino al teatro romano), la chiesa di San Desiderio, di Ognissanti, Sant'Urbano (ancora esistente in parte), San Daniele, San Michele (oggi chiesa di Santa Maria della Carità), San Giovanni al Capitolium (oggi chiesa di San Zeno al Foro), San Pietro e altre ancora, confusione che ha spesso portato anche a dubitare, nel corso della storia, che la chiesa in questione fosse proprio quella chiamata Santo Stefano in Arce e vanificando l'utilità di molti documenti comunque esistenti sul suo conto. Documenti, ad esempio che parlano della visita a questa ormai ambigua "Santo Stefano" da parte del prevosto Giovanni Pietro Dolfin nel 1701 e del restauro delle sue strutture nel 1750 per volere del capitano Bartolomeo Gradenigo, eventi che a questo punto potrebbero riferirsi a Santo Stefano Nuovo. Fè d'Ostiani, ad esempio, sostiene che la chiesa sulla sommità del colle fosse San Pietro e non Santo Stefano.
Neanche sulla sua distruzione si hanno dati certi: alcuni vogliono che sia andata distrutta nel Settecento a causa dello scoppio di una polveriera, mentre altri ritengono, forse in modo più plausibile, che sia stata demolita nel Cinquecento per ampliare le strutture del castello. Altra ipotesi è che sia stata danneggiata, e poi del tutto demolita, dal cedimento della parete est del colle avvenuto nel 1747, quando sicuramente era ancora in piedi la torre gemella alla Mirabella che, probabilmente, erano le torri di facciata della ancora esistente, oppure già distrutta, chiesa di Santo Stefano in Arce.
Nel 1874, durante dei lavori nel piazzale della Mirabella diretti dal capitano Fadda, comandante del reclusorio militare che allora aveva sede nel castello, furono rinvenute le fondamenta della struttura della chiesa e si procedette quindi a scoprirle del tutto. L'operazione non fu corredata da alcun rilievo, né diario di scavo, ma solo da una relazione di un appassionato cultore di studi storici, Antonio Valentini, nei cui scritti si legge dunque che "nel 1874 fu scoperta un'edicola, i cui avanzi accennano che appartenesse a' primi secoli dell'era cristiana o fors'anche a quelli della paganità, rifatta poscia ad uso cristiano, come farebbe supporre l'abside di posteriore costruzione verso oriente. Alcuni disegni però sull'interno delle pareti si riferiscono non meno all'epoca bizantina". Il Valentini, proseguendo, ipotizza anche che la chiesa sorgesse sulle rovine dell'antico tempio romano, che in effetti doveva trovarsi proprio lì, come dimostrerebbero i frammenti di colonne e architetture romane rinvenuti nella zona pochi anni prima, durante degli scavi avvenuti nel 1816. Gli scavi furono ricoperti entro il 1904, quando il castello divenne sede della Grande Esposizione Bresciana. Si fece in tempo a scattare solamente poche fotografie, ancora conservate insieme alla relazione del Valentini e che, fortunatamente, consentono di dare un'idea di come la situazione degli scavi apparisse all'epoca. Difatti, negli decenni successivi, il piazzale fu livellato e trasformato più volte, prima per l'Esposizione, poi per adibirlo a giardino, riducendo ancor più la già esigua altezza dei setti murari. Nel 1950, in occasione dell'VII Congresso internazionale di storia dell'arte dell'alto medioevo tenutosi a Brescia, su volere del sindaco Bruno Boni si procedette al nuovo scavo del piazzale. Furono rinvenuti pochissimi frammenti di oggettistica: pezzi di anfore, un angolo di un capitello romano, cornici e ceramiche del Quattrocento. Nel corso degli anni '60 del Novecento, infine, lo scavo fu nuovamente ricoperto, dando al piazzale l'aspetto che tuttora mantiene.

## I resti

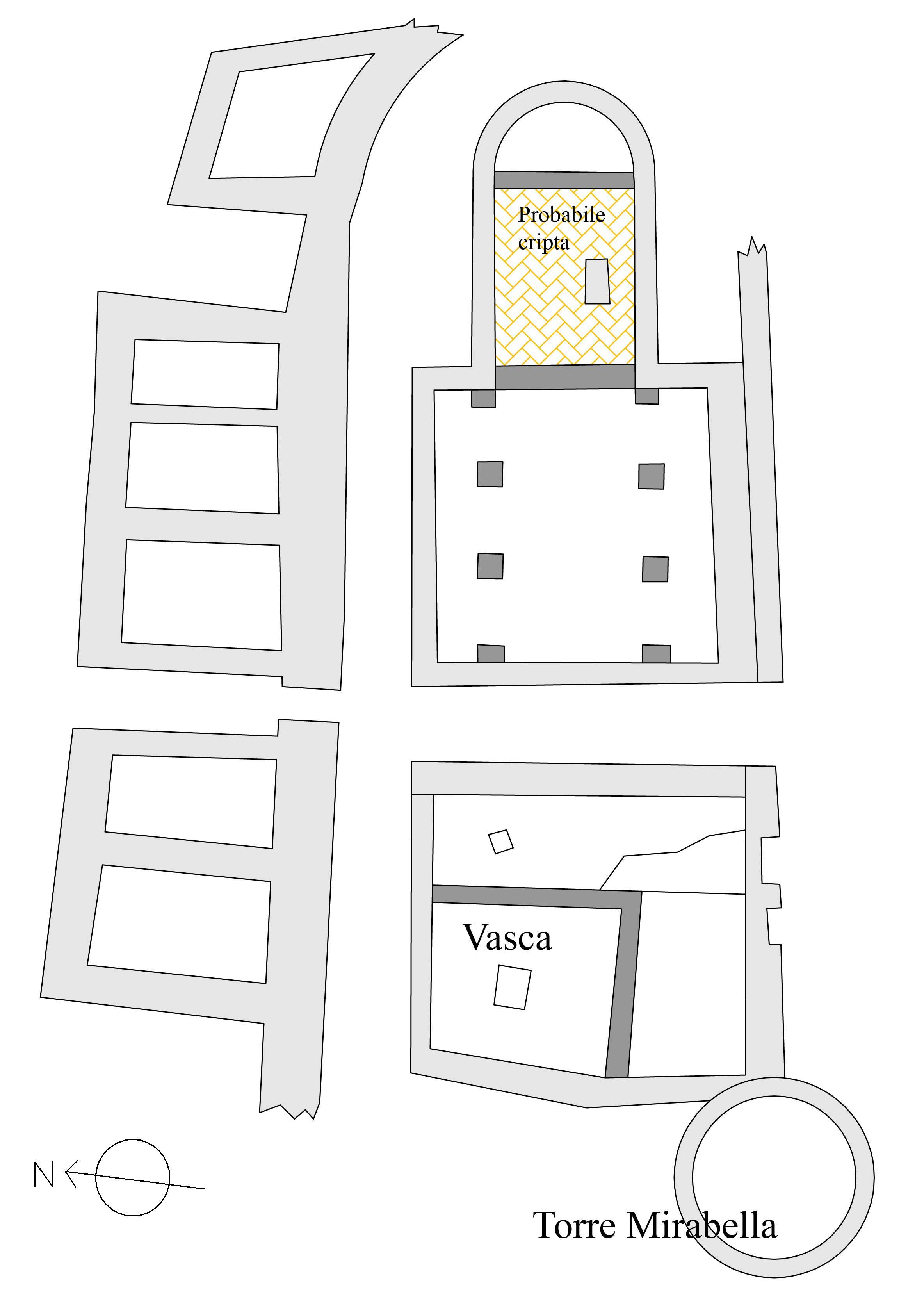
Pianta degli scavi che riassume i setti murari rinvenuti

Dalle poche fotografie scattate nel 1874 e dagli scavi effettuati negli anni '50 del Novecento, quando ormai si era già perso molto di quanto emerso nei lavori del secolo precedente, la struttura della chiesa si può riassumere nella pianta a fianco, dove sono rappresentati i vari setti murari, le pavimentazioni e i corrispondenti locali rinvenuti. Procedendo da ovest verso est, dal basso verso l'alto nella fotografia, ecco dunque cosa è stato scoperto:
- Subito dopo la Torre Mirabella, oltre un piccolo setto murario, si apre una grande vasca rettangolare, profonda più di sei metri con le pareti leggermente a imbuto, costruite in mattoni regolari ricoperti da intonaco bianco. Al centro della vasca è stato aperto, in epoca successiva, un ulteriore pozzo molto profondo nuovamente in cotto, ben conservato.
- A sud della vasca (a destra) vi è un piccolo ambiente rettangolare a cui si accede attraverso un'apertura nell'angolo sud-ovest. Le fotografie ottocentesche mostrano, all'interno di questo locale, un ulteriore muretto di suddivisione lungo l'asse est-ovest, più un gradino con pedana a est e forse un'altra apertura nell'angolo sud-est.
- Procedendo, si ha un'antica struttura muraria assai tormentata che occupa tutta la larghezza del vano, apparentemente la sottomurazione di una platea. Nell'angolo sud-ovest questa presenta una zona pressoché rettangolare posta a livello inferiore, ma sempre dello stesso materiale (pietra e cocciopesto) e della stessa fattura. Questa specie di platea è delimitata, proseguendo, da un altro muro trasversale, dello spessore di un metro e venti centimetri.
- Oltre questo muro corre una specie di corridoio che trova corrispondenza con le aperture a sud e a nord dello stesso e che pare tagliare in due l'intera struttura.
- Segue uno spazio rettangolare piuttosto ampio e profondo, delimitato da murature più grossolane rispetto a quelle viste finora. All'interno si notano le fondazioni di quattro pilastri quadrati liberi e di quattro semipilastri addossati alle murature, i quali dividono l'ambiente in tre brevi navate.
- Al di là del vano si presenta una piccola aula absidale, lunga circa 7 metri e larga cinque. La fattura dei muri è buona e le pareti interne presentano tracce di intonaco. Il pavimento si è conservato in larghi tratti ed è di cocciopesto rosso. Il semicerchio dell'abside è diviso dal resto mediante un altro muro, sul quale si trovano nuove tracce di intonaco. Nelle fotografie del 1874 questo muro appare assai più elevato di quanto lo sia oggi e sembra presentare due feritoie sui due lati. Nel passaggio fra l'aula e l'abside, fra l'altro, nelle fondazioni è stato usato un frammento di semicolonna in marmo cipollino. Non è invece oggigiorno riscontrabile alcun accesso per l'aula absidale circolare, che invece appare evidente sotto forma di soglia di pietra al centro del muro nelle fotografie ottocentesche.
- In corrispondenza con l'abside, il largo muro esterno piega a sud seguendo la curvatura dell'abside stessa, ma poco dopo si interrompe per evidente distruzione successiva.
- A nord (a sinistra), l'intera struttura è delimitata da una serie di piccoli locali rettangolari e regolari, che si concludono a est (in alto) con un ambiente rettangolare fissato sul muro che segue il giro dell'abside.

Notare come il piccolo "presbiterio" è l'unico ad aver conservato la pavimentazione, della quale sono privi tutti gli altri vani, interni ed esterni: è segno che questo locale si trovava a livello inferiore rispetto agli altri, che sono stati invece erosi fino alle fondamenta, tagliando il pavimento superiore. Non è improbabile quindi, che il tutto sia da leggere in modo diverso, cioè che l'abside non sia in realtà tale ma la cripta di un edificio ancora più grande, la cui abside girava attorno a quella sottostante come, effettivamente, appare in pianta dal tratto di muro circolare rimasto, e che si innestava poi con la Torre Mirabella e la sua gemella a nord, fra le quali poteva facilmente elevarsi la facciata della basilica. I movimentati vani interni, a questo punto, diventerebbero strutture ancora più antiche e nel totale vi si potrebbe leggere un progressivo ampliamento della chiesa, da un piccolo sacello con antistanti quei pochi locali a ovest, fra cui la vasca, a una basilica di dimensioni maggiori, che avrebbe eliminato e coperto la vasca e la struttura plateale vicina in una nuova e più ampia pavimentazione, facendo dell'abside della chiesa precedente una cripta e costruendo una nuova facciata in linea con le due torri a ovest, una delle quali la Mirabella, le cui basi sono infatti da collocare all'epoca romana.